# Ada Kok
Ada Kok (n. 6 iunie 1947, Amsterdam, Țările de Jos) este o înotătoare olandeză, medaliată olimpică. A participat la 2 ediții ale Jocurilor Olimpice (1964, 1968) în care a câștigat o medalie de aur și două medalii de argint.